# Тінь та кістка (телесеріал)
Тінь і кістка (англ. Shadow and Bone) — американський фентезійний телевізійний серіал, розроблений сценаристом Еріком Гайсерером та кіностудією «21 Laps Entertainment» для Netflix, прем'єра якого відбулась 23 квітня 2021 року. Серіал заснований на книжковій трилогії «Гриша» (починаючи з дебютної першої книги «Тінь та кістка») та дилогії «Кеттердам» (роман «Шістка Воронів») письменниці Лі Бардуго. Прем'єра другого сезону відбулася 16 березня 2023 року.

## Сюжет
Країна Равка знаходиться в стані постійної війни зі страшними істотами. Ці істоти мешкають у містичній імлі, знищуючи людей, кораблі та товари. Новобранка з низів, сирота Аліна Старкова під час своєї першої військової місії пробуджує в собі надзвичайну силу, яка може стати ключем до закінчення війни. Дізнавшись про силу Аліни, її відправляють тренуватися у складі елітної армії чарівних солдатів, відомих як «гриша». Намагаючись відточити своє вміння новоздобутою силою, Аліна поступово поринає у світ придворних інтриг. Вона починає розуміти, що союзники й вороги можуть бути одними й тими самими людьми та що нічого в цьому пишному світі не є таким, яким здається. У цій грі беруть участь багато сторін і для виживання знадобиться не лише магія.

## У ролях
- Джессі Мей Лі — Аліна Старкова, дівчина з силою «гриші»
- Бен Барнс — генерал армії «гриш» Кіріган
- Фредді Картер — злодій Каз Бреккер
- Аміта Суман — Інедж Ґафа, помічниця Каза Бреккера
- Кіт Янг — стрілок Джеспер Фахі
- Арчі Рено — Мал Орецев, найкращий друг Аліни з дитинства
- Даніелла Галліган — Ніна Зенек
- Дейзі Гед — Геня Сафіна
- Суджая Дасгупта — Зоя Назяленська
- Саймон Сірс — Іван
- Юліан Костов — Федір Камінський
- Калахан Скогман — Матіас Гельвар
- Зої Вонамейкер — Багра
- Кевін Елдон — Аппарат
- Люк Паскуаліно — Давид Костик
- Жасмін Блекбороу — Марі
- Габріель Брукс — Надя Жабін

## Український дубляж
- Ольга Гриськова — Аліна Старкова
- Євгеній Лісничий — Мал Орецев
- Кирило Татарченко — Майкл
- Павло Скороходько — злодій Каз Бреккер
- Оксана Гринько — Інедж Ґафа
- Вячеслав Хостікоєв — Джеспер Фахі
- Олександр Погребняк — Джеспер Фахі (2 Сезон)
- Андрій Соболєв — Дубров
- Роман Семисал — Іван
- Андрій Федінчик — генерал армії «гриш» Кіріган
- Ігор Журбенко — Аркен
- Михайло Войчук — Дрісен
- Руслан Драпалюк — Алєксей
- Михайло Кришталь — Богдан
- Юрій Гребельник — Пекка Роллінз
- Вікторія Сичова — Зоя Назяленська
- Ірина Дорошенко — Ана Куя
- Юрій Кудрявець — Матіас Гельвар
- Людмила Чиншева — Багра
- Марина Локтіонова — Ніна Зенек
- Світлана Шекера — Геня Сафіна
- А також: Сергій Гутько, Олександр Шевчук, Андрій Альохін, Роман Чорний, Юлія Малахова, Дмитро Терещук, Наталія Поліщук, Євген Пашин, Тамара Морозова, Катерина Башкіна-Зленко, Дем'ян Шиян, Валентина Сова, Єлизавета Мастаєва, Тетяна Руда, Богдан Крепак, Іван Корнієнко, Вероніка Лук'яненко, Олександр Опрятнов, Таїсія Кривов'яз

Серіал дубльовано студією «Так Треба Продакшн» на замовлення компанії «Netflix» у 2021 році.
- Перекладач — Юлія Почінок
- Режисер дубляжу — Олена Бліннікова
- Звукорежисер — Дмитро Бойко
- Менеджер проєкту — Ольга Чернявська

## Список епізодів
| Сезон | Епізоди | Епізоди | Оригінальний випуск | Оригінальний випуск |
| ----- | ------- | ------- | ------------------- | ------------------- |
| 1     | 8       | 8       | 23 квітня 2021      | 23 квітня 2021      |
| 2     | 8       | 8       | 16 березня 2023     | 16 березня 2023     |

### 1 сезон (2021)
| № серії (загалом) | № серії (в сезоні) | Назва серії               | Режисер(и)       | Сценарій                       | Оригінальна дата виходу |
| --- | ------------------ | ------------------------- | ---------------- | ------------------------------ | ----------------------- |
| 1 | 1                  | «Спалюючий спалах світла» | Лі Толанд Крігер | Ерік Гайсерер                  | 23 квітня 2021          |
| Аліна не хоче розлучатись із Малом і вигадує спосіб піти з ним у небезпечну експедицію через Каньйон. Каз усіма правдами й неправдами намагається зірвати великий куш. |                    |                           |                  |                                |                         |
| 2 | 2                  | «Когось лякаємо ми самі»  | Лі Толанд Крігер | Ерік Гайсерер                  | 23 квітня 2021          |
| Дії Аліни проти волькр привернули до неї увагу генерала Кіріґана. Шукаючи безпечний шлях через Каньйон, Каз втрапляє в халепу.                                         |                    |                           |                  |                                |                         |
| 3 | 3                  | «Творіння в серці світу»  | Ден Лю           | Теган Фріклінд                 | 23 квітня 2021          |
| Оточена розкішшю у світі ґриш, Аліна починає навчання. Каз, Інеж і Джеспер із «Воронів» готуються до небезпечної подорожі.                                             |                    |                           |                  |                                |                         |
| 4 | 4                  | «Вибір»                   | Ден Лю           | Ваня Ашер                      | 23 квітня 2021          |
| Кіріґан довіряється Аліні, Мал добровільно вирушає на небезпечне завдання, а «Ворони» планують пограбування, щоб потрапити до Малого палацу.                           |                    |                           |                  |                                |                         |
| 5 | 5                  | «Покажи мені, хто ти»     | Майрзі Алмас     | М. Скотт Віч                   | 23 квітня 2021          |
| Кіріґан довіряється Аліні, Мал добровільно вирушає на небезпечне завдання, а «Ворони» планують пограбування, щоб потрапити до Малого палацу.                           |                    |                           |                  |                                |                         |
| 6 | 6                  | «Серце — це стріла»       | Майрзі Алмас     | Шеллі Мілс                     | 23 квітня 2021          |
| Розгніваний на Заклинача сонця Кіріґан намагається отримати інформацію. У найскладніший момент Аліна отримує допомогу. Ніна відчуває симпатію до мисливця на ґриш.     |                    |                           |                  |                                |                         |
| 7 | 7                  | «Неморе»                  | Джеремі Вебб     | Крістіна Штам                  | 23 квітня 2021          |
| Через долю оленя Аліна опиняється в безвихідній ситуації з Кіріґаном. Розкривається, як Кіріґан пов’язаний із Каньйоном і його силою.                                  |                    |                           |                  |                                |                         |
| 8 | 8                  | «Ні трауру»               | Джеремі Вебб     | Ерік Гайсерер & Теган Фріклінд | 23 квітня 2021          |
| У глибинах Каньйону Кіріґан демонструє потужність дару Аліни. А «Ворони» під час відчайдушної авантюри стикаються з безквитковим пасажиром.                            |                    |                           |                  |                                |                         |

### 2 сезон (2023)
| № серії (загалом) | № серії (в сезоні) | Назва серії                  | Режисер(и)    | Сценарій                   | Оригінальна дата виходу |
| --- | ------------------ | ---------------------------- | ------------- | -------------------------- | ----------------------- |
| 9 | 1                  | «Немає прихистку, крім мене» | Бола Оґун     | Ерік Гайсерер              | 16 березня 2023         |
| Утікачку Аліну переслідують кошмари, але поруч із Малом вона відчуває спокій. Каз, Інеж і Джеспер повертаються в Кеттердам та натрапляють на неприємності. |                    |                              |               |                            |                         |
| 10 | 2                  | «Русальє»                    | Бола Оґун     | Нік Калбертсон             | 16 березня 2023         |
| Аліна й Мал вирушають на пошуки другого підсилювача. Каз вигадує план знищення свого ворога. Кіріґан шукає ліки проти своєї проблеми.                      |                    |                              |               |                            |                         |
| 11 | 3                  | «Подібне притягує подібне»   | Лора Белсі    | Донна Торланд              | 16 березня 2023         |
| До Аліни, яка прагне знищити Каньйон, приходить могутній союзник. Каз бачить привидів минулого. Кіріґан забуває про милосердя, щоб збільшити свою силу.    |                    |                              |               |                            |                         |
| 12 | 4                  | «Усе жахливе»                | Лора Белсі    | Шеллі Мілз                 | 16 березня 2023         |
| Аліна обмірковує пропозицію, яка може сприяти об’єднанню Равки. Каз утілює останній етап свого плану й майже відчуває солодкий смак помсти.                |                    |                              |               |                            |                         |
| 13 | 5                  | «Зневажай своє серце»        | Карен Гавіола | Christina Strain           | 16 березня 2023         |
| Зв’язок між Аліною та Кіріґаном стає нестабільнішим після його останнього нападу. У пошуках легендарного меча Каз і решта прямують у Шухан.                |                    |                              |               |                            |                         |
| 14 | 6                  | «У мене немає серця»         | Карен Гавіола | Деган Фріклінд             | 16 березня 2023         |
| Пошуки невловного третього підсилювача приводять Аліну й Мала до приголомшливого відкриття. «Ворони» потрапляють у халепу під час проникнення зі зламом.   |                    |                              |               |                            |                         |
| 15 | 7                  | «Зустрінемось у лузі»        | Майрзі Алмас  | Ваня Ашер                  | 16 березня 2023         |
| Аліна переймається величезною ціною використання сили Вогнептаха. Кіріґан готує свою армію до жорстокої битви ґриш проти ґриш.                             |                    |                              |               |                            |                         |
| 16 | 8                  | «Ні похоронам»               | Майрзі Алмас  | Ерік Гайсерер & Ерін Конлі | 16 березня 2023         |
| Під час битви з Кіріґаном Аліна опиняється в скрутному становищі. Доленосне рішення змінює її зв’язок із магією та Малом.                                  |                    |                              |               |                            |                         |

## Виробництво

### Розробка серіалу
У січні 2019 року оголосили, що Netflix домовився щодо розробки восьмисерійного фентезійного серіалу зі сценаристом Еріком Хайсерер. Його ж призначено шоуранером майбутнього серіалу, а також головним сценаристом та виконавчим продюсером. Проєкт був частиною угоди між Netflix та телекомпанією «21 Laps Entertainment». Виконавчим продюсером стала письменниця Лі Бардуго, за чиїми творами й планувалось створити серіал.

### Кастинг
Кастинг розпочався у квітні 2019 року із пошуків акторки на роль головної героїні Аліни Старкової. 2 жовтня 2019 року оголосили, що режисер Лі Толанд Крігер буде працювати над пілотним епізодом серіалу, у якому візьмуть участь Джессі Мей Лі, Бен Барнс, Фредді Картер, Арчі Рено, Аміта Суман та Кіт Янг. Актори Суджая Дасгупта, Даніела Галліган, Дейзі Хед та Саймон Сірс також приєднались до акторського складу. 18 грудня 2019 року оголосили про участь у серіалі Калахана Скогмана, Зої Вонамейкер, Кевіна Елдона, Юліана Костова, Люка Паскуаліно, Жасмін Блекбороу та Габріель Брукс.
Лінії деяких ключових персонажів романів «Тінь та кістка» і «Шістка Воронів» вивели із сюжету серіалу, щоб не ускладнювати перший сезон.

### Зйомки
Основний знімальний процес першого сезону розпочався в Будапешті та інших частинах Угорщини в жовтні 2019 року та завершився наприкінці лютого 2020 року, після чого матеріал відправили на постпродакшн. Додатково були проведені дознімання у Ванкувері.
У червні 2020 року Лі Бардуго повідомила у своєму Twitter, що постпродакшн серіалу уповільнився через пандемію COVID-19.

### Музика до серіалу
Джозефа Трапанезе було призначено композитором серіалу. Про це повідомили Ерік Гайсерер та Лі Бардуго на фестивалі New York Comic Con у жовтні 2020 року, під час якого презентували частину партитури майбутнього саундтреку. Пізніше виконавчий продюсер Джош Баррі повідомив 16 грудня 2020 року, що остаточний звуковий мікс для серіалу вже написано.

### Мова
Письменники Девід Дж. Петерсон та Крістіан Талманн створили нову штучну мову для цього серіалу.

## Вихід на екрани
У листопаді 2019 року письменниця Лі Бардуго повідомила під час інтерв'ю виданню SensaCine, що вихід серіалу планується наприкінці 2020 року.
Netflix випустив анонс-тизер майбутнього серіалу в грудні 2020 року, потім у щотижневику Entertainment Weekly було опубліковано промо-кадри серіалу. Плакати з головними героями телесеріалу «Тінь та кістка» з'явились у січні 2021 року. Другий тизер на сайті та у соціальних мережах Netflix презентував у лютому 2021 року. У лютому на сайті IGN Fan Fest презентували ще один тизер-трейлер.
Вихід першого сезону серіалу відбувся 23 квітня 2021 року на Netflix. Прем'єра другого сезону відбулася 16 березня 2023 року.